# Vulcan (West Virginia)
Vulcan ist ein gemeindefreies Gebiet in Mingo County im US-Bundesstaat West Virginia. Dicht am Fluss Tug Fork gelegen, besitzt es als einzige Verkehrsanbindung eine Brücke in den benachbarten Bundesstaat Kentucky.

## Geschichte
Zu Beginn des 20. Jahrhunderts wurden in Vulcan Kohlenvorkommen entdeckt und die Siedlung florierte. Als in den 1960er Jahren die Kohle abgebaut war, begann der Niedergang des Dorfes. Nur noch wenig mehr als 20 Familien verblieben dort.
Der Staat West Virginia hatte eine Zufahrtsstraße zur Siedlung nie gebaut. Das Bergbauunternehmen baute lediglich eine Brücke über den Fluss, die für Autos und Lastwagen zu schmal und in den 1960er Jahren schon abbruchreif war. Die Einwohner Vulcans benutzten daher verbotenerweise eine Schotterstraße entlang der Bahnlinie, die jedoch im Eigentum des Eisenbahnunternehmens Norfolk and Western Railway war. Die Kinder des Dorfes mussten oft unter abgestellten Kohle-Waggons durchkriechen und dann die marode Brücke passieren, um auf der anderen Flussseite auf den Schulbus zu warten.
Die Siedlung wurde im Jahr 1977 dafür bekannt, dass ihr Bürgermeister, John Robinette, die Hilfe der Sowjetunion und der Deutschen Demokratischen Republik erbat, um die zwei Jahre zuvor eingestürzte Brücke zu ersetzen. Die Regierung West Virginias weigerte sich, die Brücke neu zu errichten: Das Verkehrsaufkommen sei zu gering und andere Verkehrsprojekte im Staat seien dringlicher.
Die Bitte des Bürgermeisters löste eine große Aufmerksamkeit aus. Die Radiosender berichteten von Bombendrohungen gegen jede Brücke, die mit kommunistischer Hilfe errichtet werde.
Der russische Journalist Iona Andronow besuchte Vulcan am 17. Dezember 1977. Eine Stunde nach seinem Besuch erfuhren Reporter, dass das Parlament West Virginias 1,3 Millionen Dollar für den Neubau der Brücke bewilligt hatte.